# 25th Fighter Squadron
Le 25th Fighter Squadron fait partie du 51st Operations Group (en) de l'US Air Force, 51e escadre de chasse, à la base aérienne d'Osan, en Corée du Sud. Elle utilise l'avion Fairchild Republic A-10 Thunderbolt II qui effectue des missions d'appui aérien rapproché,,.